# Кузьово
Кузьово — село у Болгарії. Розташоване у Благоєвградській області, підпорядковане громаді Белиця. Населення — 258 чоловік.

## Політична ситуація
У місцевому кметстві Кузьово, куди входить село, посаду кмета (старости) обіймає Ісмаїл Мустафа Атіп, що представляє Рух за права і свободи за результатами виборів. Мер громади — Ібрахім Алі Палєв від Руху за права і свободи[джерело?].